# KV9
Hrobka KV9 (z anglického King’s Valley 9) je hrobka v Údolí králů v Egyptě. Původně byla vystavěna pro Ramesse V., později v ní však byl pohřben Ramesse VI. Za vlády Ramesse XI. hrobku znesvětili a vyplenili vykradači hrobů. Uspořádání hrobky je typické pro 20. dynastii a je mnohem jednodušší než hrobka Ramesse III. KV11.